# San Antonio, Zinacantán
San Antonio är en ort i Mexiko.   Den ligger i kommunen Zinacantán och delstaten Chiapas, i den sydöstra delen av landet, 700 km öster om huvudstaden Mexico City. San Antonio ligger 1 510 meter över havet och antalet invånare är 124.
Terrängen runt San Antonio är kuperad åt nordväst, men åt sydost är den bergig. Runt San Antonio är det ganska tätbefolkat, med 54 invånare per kvadratkilometer. Närmaste större samhälle är San Cristóbal de las Casas, 14,7 km öster om San Antonio. I omgivningarna runt San Antonio växer huvudsakligen savannskog.